# Edward Donnall Thomas
Edward Donnall Thomas (Waco, 15 de março de 1920 — Seattle, 20 de outubro de 2012) foi um médico estadunidense. Foi agraciado com o Nobel de Fisiologia ou Medicina de 1990.

## Carreira
Professor emérito da Universidade de Washington e diretor emérito da divisão de pesquisa clínica do Fred Hutchinson Cancer Research Center. Em 1990, ele dividiu o Prêmio Nobel de Fisiologia ou Medicina com Joseph E. Murray pelo desenvolvimento do transplante de células e órgãos. Thomas e sua esposa e parceira de pesquisa, Dottie Thomas, desenvolveram o transplante de medula óssea como tratamento para a leucemia.